# Frédéric Corbisier
Frédéric Corbisier (10 janvier 1796, Mons - 22 novembre 1877, Mons) est un industriel et homme politique belge.

## Biographie
Frédéric Ferdinand Désiré Ernest Corbisier, né le 10 janvier 1796 à Mons, est le fils d'Emmanuel Corbisier, avocat et magistrat, homme de fief, conseiller communal de Saint-Josse-ten-Noode, et de Marie Josèphe Senault. Il a épousé sa cousine Joséphine Corbisier. Il est le père du colonel Eugène Corbisier, ainsi que le beau-père du ministre Charles Sainctelette, d'Édouard Legrand et de Félix Thomeret.
Il est négociant de charbon à Mons, régisseur du Chemin de fer du Haut et Bas Flénu (1834, 1834, 1858), administrateur délégué Société anonyme du charbonnage d'Hornu et Wasmes (1835, 1837, 1858, 1865), président du comité houiller du bassin de Mons, associé de la société Legrand-Gossart, commissaire de la Société nationale pour entreprises industrielles et commerciales, ainsi que censeur à la Banque nationale de 1866 à 1871. Il est juge (1828-1833), secrétaire (1833, 1840-1855), vice-président (1832-1839) et président (1856-1868) du tribunal de commerce de Mons. Il est président de la Chambre de commerce de Mons et membre de la Commission supérieure de l'Industrie.
Il siège de 1827 à 1830 aux États provinciaux du Hainaut, est élu en 1830 député suppléant au Congrès national, mais il n’y est pas appelé. Conseiller communal de Mons de 1830 à 1832 puis de 1850 à 1854, il est membre de la Chambre des représentants, de 1831 à 1836, où il rédige plusieurs rapports sur des questions importantes relatives au commerce et à l’industrie. En 1833, Corbisier est adjoint à quelques industriels notables pour négocier à Paris avec les commissaires du gouvernement français les modifications à introduire dans les tarifs douaniers. De 1836 à 1851, il est membre du conseil provincial du Hainaut, et est élu, de 1848 à 1851, président de cette assemblée. Bourgmestre de Frameries de 1842 à 1848. Il est élu membre au Sénat par l’arrondissement de Mons de 1854 à 1869.

## Distinction
- Commandeur de l'ordre de Léopold

## Publication
- À la représentation nationale, 1839

## Sources
- J.L. De Paepe et Ch. Raindorf-Gerard, Le Parlement belge 1831-1894. Données biographiques, Bruxelles, Commission de la biographie nationale, 1996
- E. Matthieu, Biographie du Hainaut, Enghien, A. Spinet, 1902
- Ferd Veldekens, Le livre d'or de l'ordre de Léopold et de la croix de fer, Volume 1, 1858